# 华西新市村
华西新市村原称华西村，是隶属于江苏省江阴市华士镇的一个行政村。中國媒體報道描述其为「社会主义新农村建设的一面旗帜」「天下第一村」。原村党委书记为吴仁宝，现任村党委书记为吴仁宝的四儿子吴协恩。

## 历史
按中国广播网报道指出，1957年江阴县撤區併鄉，原属瓠岱乡的华西村改属华墅乡，改称华墅乡第23高级社，吴仁宝任第23高级社党支部书记。最初全村约有380户1520人的常住人口，面积0.96平方公里。
1958年8月，第23高级社与其它三个高级社合并，改称跃进社，吴仁宝改任跃进社党支部书记。
1961年10月15日，华墅人民公社17大队拆分为4个生产大队。因在华墅人民公社最西边，得名华西大队，吴仁宝任大队书记。
1980年末，中国实行改革开放，在农村推行「联产承包责任制」。华西村继续实行大队核算制度，因公社制度的取消后改名为华西村。二十多年後，华西村从最初负债2.5万人民幣起步，发展到如今经济总量已超280亿人民幣，成为下辖9大公司、60多家企业的“华西村集团”。
1999年，华西村股分公司於深圳证券交易所挂牌上市，成为全国第一家农村经济综合开发的上市公司。
2004年，华西村通过多次“一分五统”（村企分开；经济统一管理，干部统一使用，劳动力在同等条件下统一安排，福利统一发放，村建统一规划）的办法和周围16个行政村合并组成了一个大华西村，人口增加到3万，面积扩大到30平方公里。
2005年，华西村集团实现总销售收入超越300亿人民幣。
2021年，华西的子公司华西集团申请破产。
2023年7月21日，江苏华西村股份有限公司发布公告，7月19日，华西村委会、联华基金签署《股权转让协议》，华西村委会拟将其持有的华西集团80%股权转让给联华基金。华西集团的实控人将变更为江阴市国资办。

## 经济概况

### 经济模式
华西村实行的是按劳分配、多劳多得。华西村集团与下属企业实行的承包经营，按“二八开、一三三三”制办法分分配利润，即企业的超额利润20%上缴集团，80%企业留用（二八开）；留用部分10%奖励给承包者，30%奖励给管理和技术人员，30%奖励职工，30%做为企业公共积累（一三三三）。华西村还有另外一个规定，叫做“少分配、多积累、多记账入股”，奖励承包者的奖金20%兑现为现金，其它80%则以入股方式享受分红。现在华西村集团已经不是完全集体所有制，而是集体控股70%，村民参股30%构成的公私合作模式。

### 各类产业
- 第一产业
- 第二产业
- 第三产业

华西村的产业发展经历了从农业起家、工业发家到第三产业兴家的过程。
从小作坊起步，华西村经过工厂、企业、公司、集团等几个阶段；从简单的农机修造到铝型材、铜型材、钢材、纺织、化工、电子等六大生产系列；从1960年代的几个小厂到1999年的江苏华西集团公司下设的13个分公司和40多个工厂企业。华西村逐渐形成颇具市场竞争力的支柱产业： 全国首家以村命名的乡镇企业上市公司, 主营范围涉及纺织品、化工原料、化学纤维品、服装制造、热电站、农业科学研究、技术服务等。 2004 年实现销售 260 亿元。
2004年后，华西村的发展模式开始从单一发展工业转向工业与服务业并举。
华西村的旅游业发展迅速，达到了全村经济总量20%以上，每年平均接待国内外游客100万人次。1996年华西村花1.24亿元修建的华西塔，塔顶上书“中国华西”四个大红字，塔顶是一个金色的葫芦，据说用了3.5公斤黄金包成，是华西村标志性建筑。

## 生活待遇
在华西村生活和工作的人因财富差别有明显的分层。最富裕的是中心村村民。次于他们的是周边村村民。最底层的是外来打工者。
村民和企业里的工人几乎没有节假日，周六日也要上班，只有春节两天假期，村民外出要向工厂请假。如果村民要使用自己股金中的钱，必须向村委会提出申请，经村委会讨论通过后才能支取，因此每户村民的存款最低100万元以上。村里统一分配别墅，每户都配备轿车，费用直接从股金账户中扣除。如果村民要离开华西村，别墅、轿车、股金都要被村里收回。2004年，村民人均工资收入12.26万元。同年中国农民人均纯收入2936元、城镇居民人均可支配收入9422元，村民的收入是中国农民的41.76倍、城镇居民的13.01倍。村民的养老、医疗及学生的教育（幼儿园到大学）都是公费。

## 經濟危機
2013年，香港媒体蘋果日報的記者走访华西村，认为实际情况可能并不如传闻的那样美好，可能存在着产能过剩、工厂停工，豪华酒店、仿建旅游景点缺少游客等问题。由于华西村经济状况出现问题，大部分工厂停工，村民的生活只能靠村内按月发放的生活补贴来维持。甚至出现村内兴建的豪华酒店无人居住，而令村民“被住酒店”的情况。
2019年3月14日上午，无锡市人民政府召开市场办公会议，议题为“听取关于江阴华西集团流动纾困有关情况的汇报”。根据华西股份的财务显示，2018年三季度，华西集团总资产为547.6亿元人民币，负债为369.3亿元，负债率高达67.4%。
2021年1月26日，華西股份發布2020年的業績預告，公告歸母淨利潤預虧 3.9億 至 4.35 億元，按年下降169%至177%。
2021年2月25日，網上流傳「華西村某廣場大量人群冒雨排隊，疑似辦理財務方面的手續」的視頻片段，華西村一些廣場疑似因財務問題逼滿冒雨排隊取錢的人群，引起社會關注。更有投資者發佈信息，指先前承諾利息難以兌現。根據現場人員表示，華西集團入股三年的分紅已經由 30% 變為只有 0.5%，即是入股 10 萬元，三年後的分紅本來是 3 萬元，現在僅得 500 元，引起村民恐慌性「擠兌」，排隊取錢「保本」。
2021年3月30日，BBC報導《財經》對華西村遭擠兌的稿件被刪除，並且中國多家主流媒體收到來自中國中宣部禁止報導華西村負面新聞的指示。
2023年7月20日，华西村的唯一一家上市公司——华西股份发布公告称，公司实际控制人华西村委会拟将其持有的华西集团80%股权转让给联华基金。

## 争议
- 2003年，吴仁宝的儿子吴协恩接任村党委书记，引发外界的批评。同时大多数人认为华西村的发展方式有一定的局限性，只能对应小范围的地域。其经济发展方式依旧依靠对外市场经济和本身资源，和欧美以及中东一些资源发达村落的富裕之路无本质区别。[21]
- 根据复旦大学社会学系教授周怡2004年的研究数据，吴仁宝四个儿子可以支配的可用资金占华西村总量的90.7% ，而普通村民月入千余。网上帖子揭秘说，华西村华丽的外表绝不真实，华西村民被称为「最富有的农民」，只是字面上的富有，他们其实连正常人的标准都达不到，因为他们被集中监视管理，严禁的与外来人接触，连出去村外都要请示，华西村民除了有限的零花钱，其它开销都要村里批准才能拨款，而且一旦选择离开村子，一切财产都要留下。[22]
- 2011年8月，華西村以100萬美元買下紐約時報廣場的廣告播映權，宣傳自己是天下名村，經時兩個月。[23]
- 香港傳媒蘋果日報指华西村的发展令人懷疑有个人崇拜成分[24]。

## 相关
- 华西集团
- 南街村
- 共同富裕